# Syncerus
Syncerus — рід африканських оленеподібних (Artiodactyla) ссавців з родини бикових (Bovidae). До складу роду входять живі капські буфало Syncerus caffer. Принаймні один вимерлий вид належить до цього роду, Syncerus acoelotus. Вимерлий гігантський африканський буфало (Syncerus antiquus) також включений до цього роду багатьма авторитетами.